# Jānis Straume
Jānis Straume (Sigulda, 27 agosto 1962 – Jūrmala, 10 luglio 2024) è stato un politico lettone.

## Biografia
Durante il periodo di controllo sovietico della Lettonia, Jānis Straume divenne membro di numerose organizzazioni e partiti politici del movimento indipendentista lettone, tra le quali Helsinki-86, il Movimento dell'Indipendenza Nazionale Lettone, il Congresso dei cittadini e l'Unione del 18 novembre.
Successivamente, nel momento in cui l'Unione del 18 novembre confluì nel partito per la Patria e la Libertà, Straume aderì a questo partito. Dopodiché, nel 1998, venne nominato presidente del Saeima, il parlamento lettone, rimanendo in carica fino al 2002. Fu inoltre presidente del partito dal 2002 al 2006.
La mattina del 10 luglio 2024 si suicidò, all'età di 61 anni, gettandosi sotto un treno nei pressi della città di Jūrmala.